# Melissa Militano
Melissa Mary Militano-Warkmeister (* 26. April 1955 in Rockville Centre, Long Island, New York; † 16. Juli 2024 in Las Vegas) war eine US-amerikanische Eiskunstläuferin.

## Leben
Militano konnte als Einzelläuferin 1971 den Juniorinnentitel bei den US-amerikanischen Meisterschaften holen. Dabei zeigte sie als eine der ersten Eiskunstläuferinnen den dreifachen Toeloop.
Des Weiteren trat sie im Paarlauf mit ihrem Bruder Mark an. Zusammen holten sie bei US-Meisterschaften 1973 den Titel sowie dreimal Silber (1970–1972) und eine Bronzemedaille (1969). Bei Weltmeisterschaften platzierten sie sich immer unter den besten Zehn. Für Rang sieben reichte es bei den Olympischen Winterspielen 1972 in Sapporo.
Militano trat nach dem Rücktritt ihres Bruders mit Johnny Johns an. Mit ihm errang sie zwei weitere Titel bei den nationalen Meisterschaften sowie die Plätze sechs und acht bei Weltmeisterschaften.
Anschließend tourte Militano mit den Ice Capades und arbeitete zuletzt als Trainerin in Las Vegas.
Melissa Militano verstarb im Juli 2024 im Alter von 69 Jahren in Las Vegas.

## Ergebnisse

### Einzellauf
| Wettbewerb / Jahr                | 1970  | 1971  | 1972 |
| -------------------------------- | ----- | ----- | ---- |
| US-amerikanische Meisterschaften | 3. J. | 1. J. | 8.   |

### Paarlauf
(mit Mark Militano)
| Wettbewerb / Jahr                | 1969 | 1970 | 1971 | 1972 | 1973 |
| -------------------------------- | ---- | ---- | ---- | ---- | ---- |
| Olympische Winterspiele          |      |      |      | 7.   |      |
| Weltmeisterschaften              | 8.   | 8.   | 6.   | 9.   | 8.   |
| US-amerikanische Meisterschaften | 3.   | 2.   | 2.   | 2.   | 1.   |

(mit Johnny Johns)
| Wettbewerb / Jahr                | 1974 | 1975 |
| -------------------------------- | ---- | ---- |
| Weltmeisterschaften              | 8.   | 6.   |
| US-amerikanische Meisterschaften | 1.   | 1.   |